# Адам од Бремена
Адам из Бремена (пре 1050 - 12. октобар 1081/1085) је био немачки историчар.

## Биографија
Подаци о Адамовој биографији су оскудни. Био је веома скроман и о себи није оставио много података. Потицао је из источне Франконије, негде са њене границе са Тирингијом, могуће из Мајсена. О његовој скромности сведочи и начин на који је започео своје животно дело. Себе назива „каноником А“. Ко стоји иза иницијала сазнајемо на основу дела Хелмолда, Словенска хроника, у коме наводи да је користио „Дела хамбуршких епископа“ Адама из Бремена. Школовао се у Бамбергу, а 1066—7. године је постао каноник катедрале у Бремену. Око 1069. године је именован за управника тамошње катедралне школе. Умро је 12. октобра, убрзо после 1081. године, најкасније до 1085. године.

## Дело
Дело по коме је Адам остао упамћен јесте Gesta Hammaburgensis ecclesiae pontificum у четири књиге. Четврти део књиге (Descriptio insularum Aquilonis) посебно је значајан. Овим делом је Адам постао оснивач нове научне дисциплине – историјске географије. Четврти део Descriptio insularum Aquilonis значајан је и по томе што садржи први помен Америчког континента.